# Lliga espanyola de futbol americà masculina
|  | Aquest article és sobre la competició masculina. Per a la competició femenina, vegeu Lliga espanyola de futbol americà femenina |

La Lliga espanyola de futbol americà (oficialment en castellà: Liga Nacional de Fútbol Americano; abreviat com LNFA Serie A) és una competició esportiva de clubs espanyols de futbol americà, fundada la temporada 1994-95. De caràcter anual, està organitzada per l'Agrupació Espanyola de Futbol Americà (AEFA). El dominador de la competició és el Badalona Dracs amb onze títols.

## Història
La primera competició de futbol americà a l'estat fou la Lliga Catalana organitzada per la Federació Catalana de Futbol Americà la temporada 1988-89. La competició s'obre ben aviat a clubs de fora del Principat, convertint-se oficiosament en una lliga espanyola. A inicis dels 90, diversos conflictes econòmics provocaren que diversos clubs se separessin de la Federació i creessin una competició paral·lela semi professional amb el suport de les empreses Unipublic i Antena 3 TV amb el nom de Spain Football League (SFL) l'octubre de 1991. Aquesta competició es reanomena com American Football League (AFL) la temporada 1993-94. El mateix 1993 es va crear la RFL, una competició per equips sense jugadors professionals i que van guanyar els Salt Falcons. Finalment, el 1994-95 es produeix la unificació i es crea l'Agrupació Espanyola de Futbol Americà (AEFA) amb una nova lliga que s'anomena LNFA. L'Hospitalet Pioners dominà la competició durant uns anys, amb les victòries en les lligues del 2005 i 2008 i quatre doblets Lliga-Copa consecutius entre el 2010 i 2013. Des del 2014, els clars dominadors han estat els Badalona Dracs, amb cinc dels últims sis títols, els quatre últims de forma consecutiva (2016-2019).

## Format
El campionat es divideix en dues categories, anomenades des de la temporada 2013-14 'Sèrie A' i 'Sèrie B'. Una 'Sèrie C' serà creada la temporada següent, la 2014-15.
La 'Sèrie A' està formada per sis equips, que s'enfronten tots contra tots. Els quatre primers classificats juguen els playoffs pel títol. El cinqué classificat juga un partit de promoció contra el subcampió de la 'Sèrie B' per decidir qui juga en la màxima competició estatal l'any següent. El sisé classificat descendeix directament a la 'Sèrie B'.
La 'Sèrie B' està formada per quinze equips, dividits en tres grups formats per proximitat geogràfica (Nord, Est i Sud). Els campions i subcampions de cadascun dels tres grups i els dos millors tercers juguen el playoff d'ascens. El guanyador d'aquest playoff ascendeix directament, mentre que el subcampió del playoff juga una promoció contra el cinqué classificat de la 'Sèrie A'.
Els dos últims de cada grup juguen el playoff de descens, que decideix quins tres equips descendeixen a la 'Sèrie C'.

## Equips participants
La temporada 2022-23 hi participen deu equips distribuïts en dos grups:
| Grup Est - Liedertel Badalona Dracs - Hospitalet Pioners - Mallorca Voltors - Saragossa Hurricanes - València Firebats | Grup Oest - Alcobendas Cavaliers - LG OLED Black Demons - Camioneros Coslada - Gijón Mariners - Rivas Osos |

## Historial
| En negreta = Equip guanyador (1) = Nombre de títols |

| Edició                           | Temp.                 | Data                                                       | Campió                                                     | Resultat                                                   | Subcampió                                                  | Seu                                                        | refs.                 |
| Spain Football League            | Spain Football League | Spain Football League                                      | Spain Football League                                      | Spain Football League                                      | Spain Football League                                      | Spain Football League                                      | Spain Football League |
| -------------------------------- | --------------------- | ---------------------------------------------------------- | ---------------------------------------------------------- | ---------------------------------------------------------- | ---------------------------------------------------------- | ---------------------------------------------------------- | --------------------- |
|                                  | 1991-92               | 1992                                                       | Barcelona Howlers                                          | 29-23                                                      | Madrid Panteras                                            |                                                            |                       |
|                                  | 1992-93               | 1993                                                       | Vilafranca Eagles                                          | 40-34                                                      | Madrid Panteras                                            |                                                            |                       |
| American Football League         |                       |                                                            |                                                            |                                                            |                                                            |                                                            |                       |
|                                  | 1993-94               | 1994                                                       | Barcelona Howlers                                          | 8-7                                                        | Madrid Panteras                                            |                                                            |                       |
| Lliga Nacional de Futbol Americà |                       |                                                            |                                                            |                                                            |                                                            |                                                            |                       |
| I                                | 1994-95               | 1995                                                       | Madrid Panteras (1)                                        | 55-13                                                      | Barcelona Boxers                                           |                                                            |                       |
| II                               | 1995-96               | 1996                                                       | Madrid Panteras (2)                                        | 21-17                                                      | Vilafranca Eagles                                          |                                                            |                       |
| III                              | 1996-97               | 1997                                                       | Vilafranca Eagles (1)                                      | 40-20                                                      | Madrid Panteras                                            |                                                            |                       |
| IV                               | 1997-98               | 1998                                                       | Badalona Dracs (1)                                         | 17-13                                                      | L'Hospitalet Pioners                                       |                                                            |                       |
| V                                | 1998-99               | 1999                                                       | Badalona Dracs (2)                                         | 52-12                                                      | Madrid Osos                                                |                                                            |                       |
| VI                               | 1999-00               | 2000                                                       | Granollers Fènix (1)                                       | 8-0                                                        | Badalona Dracs                                             |                                                            |                       |
| VII                              | 2000-01               | 2001                                                       | Rivas Osos (1)                                             | 21-7                                                       | Zaragoza Lions                                             |                                                            |                       |
| VIII                             | 2001-02               | 2002                                                       | Badalona Dracs (3)                                         | 14-8                                                       | Rivas Osos                                                 |                                                            |                       |
| IX                               | 2002-03               | 2003                                                       | Badalona Dracs (4)                                         | 30-20                                                      | L'Hospitalet Pioners                                       |                                                            |                       |
| X                                | 2003-04               | 2004                                                       | Badalona Dracs (5)                                         | 23-0                                                       | L'Hospitalet Pioners                                       |                                                            |                       |
| XI                               | 2004-05               | 2005                                                       | L'Hospitalet Pioners (1)                                   | 24-13                                                      | Badalona Dracs                                             |                                                            |                       |
| XII                              | 2005-06               | 2006                                                       | València Firebats (1)                                      | 13-0                                                       | L'Hospitalet Pioners                                       |                                                            |                       |
| XIII                             | 2006-07               | 2007                                                       | València Firebats (2)                                      | 47-21                                                      | Badalona Dracs                                             |                                                            |                       |
| XIV                              | 2007-08               | 2008                                                       | L'Hospitalet Pioners (2)                                   | 36-17                                                      | València Firebats                                          |                                                            |                       |
| XV                               | 2008-09               | 2009                                                       | València Firebats (3)                                      | 29-10                                                      | Badalona Dracs                                             |                                                            |                       |
| XVI                              | 2009-10               | 13-06-2010                                                 | L'Hospitalet Pioners (3)                                   | 36-0                                                       | València Firebats                                          | Camp Municipal d'Argentona                                 | [ 4 ]                 |
| XVII                             | 2010-11               | 2011                                                       | L'Hospitalet Pioners (4)                                   | 24-8                                                       | Badalona Dracs                                             |                                                            | [ 1 ]                 |
| XVIII                            | 2011-12               | 2012                                                       | L'Hospitalet Pioners (5)                                   | 47-24                                                      | Osos Rivas                                                 |                                                            |                       |
| XIX                              | 2012-13               | 2013                                                       | L'Hospitalet Pioners (6)                                   | 24-0                                                       | Badalona Dracs                                             |                                                            |                       |
| XX                               | 2013-14               | 2014                                                       | Badalona Dracs (6)                                         | 24-18                                                      | València Firebats                                          |                                                            |                       |
| XXI                              | 2014-15               | 20-06-2015                                                 | València Firebats (2)                                      | 30-20                                                      | Badalona Dracs                                             | Municipal de Montigalà, Badalona                           | [ 5 ]                 |
| XXII                             | 2015-16               | 2016                                                       | Badalona Dracs (7)                                         | 41-14                                                      | València Firebats                                          |                                                            |                       |
| XXIII                            | 2016-17               | 03-06-2017                                                 | Badalona Dracs (8)                                         | 56-14                                                      | Reus Imperials                                             | Camp de futbol Reddis, Reus                                | [ 6 ]                 |
| XXIV                             | 2017-18               | 02-06-2018                                                 | Badalona Dracs (9)                                         | 33-26                                                      | Murcia Cobras                                              | Complex Esportiu Las Mestas, Gijón                         | [ 7 ]                 |
| XXV                              | 2018-19               | 2019                                                       | Badalona Dracs (10)                                        | 47-6                                                       | Las Rozas Black Demons                                     | Múrcia                                                     | [ 8 ]                 |
| XXVI                             | 2019-20               | Edició cancel·lada pel risc públic de contagi del COVID-19 | Edició cancel·lada pel risc públic de contagi del COVID-19 | Edició cancel·lada pel risc públic de contagi del COVID-19 | Edició cancel·lada pel risc públic de contagi del COVID-19 | Edició cancel·lada pel risc públic de contagi del COVID-19 | [ 9 ]                 |
| XXVII                            | 2020-21               | 15-05-2021                                                 | Badalona Dracs (11)                                        | 31-21                                                      | Las Rozas Black Demons                                     | Camp Municipal Badalona Sud                                | [ 10 ]                |
| XXVIII                           | 2021-22               | 28-05-2022                                                 | Osos Rivas (2)                                             | 28-12                                                      | Las Rozas Black Demons                                     | Poliesportiu Cerro del Telégrafo, Rivas                    | [ 11 ]                |
| XXIX                             | 2022-23               | 29-04-2023                                                 | Las Rozas Black Demons (1)                                 | 22-13                                                      | Osos Rivas                                                 | Centre Esportiu El Cantizal, Las Rozas                     | [ 12 ]                |

## MVP de la Final
| Edició | Data | Jugador                   | Equip                  | refs.  |
| ------ | ---- | ------------------------- | ---------------------- | ------ |
| XXIII  | 2017 | Edu Morlans (DRA)         | Badalona Dracs         | [ 6 ]  |
| XXIV   | 2018 | Lorenzo Melchiorre (DRA)  | Badalona Dracs         | [ 7 ]  |
| XXV    | 2019 |                           | Badalona Dracs         |        |
| XXVII  | 2021 | Marc Piña (DRA)           | Badalona Dracs         | [ 10 ] |
| XXVIII | 2022 | Denzel Duchenne (OSO)     | Osos Rivas             | [ 11 ] |
| XXIX   | 2023 | Jorge García Vargas (BLA) | Las Rozas Black Demons | [ 12 ] |
| XXX    | 2024 |                           |                        |        |